# Deutscher Preis für die politische Karikatur
Der Deutsche Preis für die politische Karikatur  wurde von 1996 bis 2015 an Karikaturisten aus Deutschland, Österreich und der Schweiz vergeben. Zunächst übernahm die Akademie für Kommunikation in Baden-Württemberg die Preisstiftung. Ab 2015 war die private Hochschule für Kommunikation und Gestaltung mit Sitz in Stuttgart und Ulm der Stifter. Der Preis wurde seit 2016 nicht mehr vergeben.
Die Stifter „wollen auch im Hinblick auf das veränderte Informationsverhalten der Leser durch die Online-Presse weiterhin die Kunst der Karikatur und das damit verbundene Interesse an politischen Vorgängen mit diesem Preis fördern. Gleichzeitig rufen sie dazu auf, der Karikatur und dem Cartoon auch in den digitalen Ausgaben der Tageszeitungen einen festen Platz zuzuweisen“, hieß es in der Auslobung. Das Preisgeld belief sich auf insgesamt 9.000 Euro.

## Preisträger

### Preisträger 1995
- 1. Preis: Reiner Schwalme
- 2. Preis: Burkhard Mohr
- 3. Preis: Berndt A. Skott
- 3: Preis: Walter Hanel

### Preisträger 1997
- 1. Preis: Klaus Stuttmann
- 2. Preis: BECK
- 3. Preis: Bernd Pohlenz
- 3: Preis: Reiner Schwalme

### Preisträger 1998
- 1. Preis: Reiner Schwalme
- 2. Preis: Erich Paulmichl
- 3. Preis: Dieter Zehentmayr
- 3. Preis: Rolf Henn

### Preisträger 1999
- 1. Preis: Karl-Heinz Schoenfeld
- 2. Preis: Harald Kretzschmar
- 3. Preis: Freimut Wössner
- Förderpreis: BECK
- Förderpreis: Berndt A. Skott
- Förderpreis: Thomas Plaßmann
- Förderpreis: Wolfgang Horsch

### Preisträger 2001
- 1. Preis: Rainer Hachfeld
- 2. Preis: BECK
- 3. Preis: Ioan Cozacu alias Nel
- Förderpreis: Berndt A. Skott
- Förderpreis: Burkhard Mohr
- Förderpreis: Karl-Heinz Schoenfeld
- Förderpreis: Reiner Schwalme

### Preisträger 2002
- 1. Preis: Reiner Schwalme
- 2. Preis: Peter Muzeniek
- 3. Preis: Phil Hubbe
- Förderpreis: Berndt A. Skott
- Förderpreis: Friederike Groß
- Förderpreis: Hendrik Rupp
- Förderpreis: Wolfgang Horsch

### Preisträger 2005
- 1. Preis: Reiner Schwalme
- 2. Preis: Friederike Groß
- 3. Preis: Thomas Plaßmann
- 1. Förderpreis: Rolf Henn alias Luff
- 2. Förderpreis: Friederike Groß
- 3. Förderpreis: Andreas Rulle

### Preisträger 2007
- 1. Preis: Jürgen Tomicek
- 2. Preis: Josef „Pepsch“ Gottscheber
- 3. Preis: Reiner Schwalme

### Preisträger 2008
- 1. Preis: Rolf Henn alias Luff
- 2. Preis: Götz Wiedenroth
- 3. Preis: Martin Erl

### Preisträger 2010
- 1. Preis: Anna (alias Anna Regula Hartmann-Allgöwer)
- 2. Preis: Rolf Henn alias Luff
- 3. Preis: Reiner Schwalme

### Preisträger 2012
- 1. Preis: Piero Masztalerz
- 2. Preis: Jan Tomaschoff
- 3. Preis: Burkhard Mohr

### Preisträger 2014
- 1. Preis: Piero Masztalerz
- 2. Preis: Klaus Stuttmann
- 3. Preis: Freimut Wössner

### Preisträger 2015
- 1. Preis: Thomas Körner („TOM“)
- 2. Preis: Volker Kischkel („Mock“)
- 3. Preis: Til Mette